# L'uomo dal lungo fucile
L'uomo dal lungo fucile (Winnetou und Shatterhand im Tal der Toten) è un film del 1968 diretto da Harald Reinl. È stato l'ultimo di una serie di film basati sui romanzi di Karl May e tra l'altro un remake del primo film della saga Il tesoro del lago d'argento.

## Trama
Una spedizione d'oro dell'esercito e la sua scorta scompaiono negli Ozarks, suscitando accuse di furto e diserzione, ma l'uomo di frontiera Old Shatterhand e il capo Apache Winnetou aiutano a risolvere il mistero dell'oro dell'esercito scomparso.